# Tite Kubo
Tite Kubo (久保 帯人, Kubo Taito), pseudoniem van Noriaki Kubo (久保 宣章, Kubo Noriaki) (Fuchu, 26 juni 1977) is een mangaka.
Kubo begon met tekenen van manga op de middelbare school. Hier schreef hij dan ook zijn eerste manga genaamd Zombie Powder. Zombie Powder werd na vier delen alweer stopgezet vanwege gebrek aan populariteit. Later begon hij aan een nieuwe manga serie genaamd Bleach. Hij stuurde het verhaal op naar de Weekly Shonen Jump. De Weekly Shonen Jump weigerde het verhaal er in te zetten omdat het nogal wat weg had van een andere manga. Kubo was behoorlijk teleurgesteld in hun beslissing. Dit veranderde echter toen hij een brief met geruststelling en inspiratie kreeg van Akira Toriyama, bekend van de Dragon Ball manga. Uiteindelijk besloot de Weekly Shonen Jump de manga te publiceren, waarna deze uitgroeide tot een geheel van meer dan 500 hoofdstukken. Daarnaast is er een animeserie en een musical van gemaakt.